# Hibernian Park
O Hibernian Park foi a casa do clube de futebol escocês Hibernian de 1880 até a sua dissolução do clube em 1891. Quando o clube foi reformulado em 1892, o clube alugou um terreno que ficou conhecido como Easter Road .

## História
O Hibernian FC (Hibs) jogou em vários campos e estádios, desde a sua formação em 1875 antes de se mudar para o Hibernian Park. Inicialmente, eles jogaram no Meadows Park, junto com todos os outros clubes de Edimburgo. Posteriormente, eles se mudaram para Newington e Powderhall, mas nenhum deles foi usado por mais de um ano por vez. Tendo perdido o arrendamento do terreno de Newington em 1879, a oportunidade de adquirir um terreno perto da Easter Road era boa demais para ser perdida, visto que tinha a mesma distãncia entre as duas principais torcidas do Hibs - a comunidade de Little Ireland de Cowgate e a população católica romana do porto de Leith .
O Hibernian Park era conhecido pelos apoiadores do Hibs como The Holy Ground ( O Campo Sagrado), em referência ao fato de que o clube era operado pela Igreja de São Patrício em Cowgate. Os Hibs foram essencialmente um braço esportivo da Igreja Católica em Edimburgo desde sua formação até 1891.  Os torcedores do Hibs ainda usam esse apelido para o atual estádio Easter Road .
Talvez o jogo mais famoso jogado no Hibernian Park foi quando o Hibs venceu Os Invencíveis de Preston North End – em uma partida descrita como sendo o Campeonato de Futebol do Mundo.. O campo também foi palco de um jogo internacional da Seleção Escocesa de Futebol em uma vitória por 5 a 1 contra  o País de Gales pelo British Home Championship de 1888, que foi a primeira partida internacional disputada em Edimburgo. Os jogadores do Hibs, Willie Groves  e James McLaren  ambos jogaram na partida, com Groves marcando o quarto gol da Escócia. O campo também sediou a primeira partida de futebol feminino já registrada, na qual a Escócia bateu a Inglaterra por 3 a 0 em 7 de maio de 1881.
Após  vencer a Copa da Escócia, batendo o Preston o Hibs sofreu um declínio dramático . Isso foi em grande parte precipitado pela formação do Celtic, que atraiu muitas das estrelas do Hibs ao oferecer incentivos financeiros em uma época em que o futebol escocês ainda era amador. Como o Hibs funcionava como uma instituição de caridade, eles estavam praticamente falidos  apesar de ser um dos clubes mais populares do país  ; um ex-secretário fugiu com uma quantia significativa do dinheiro do time; e o clube inexplicavelmente falhou em entrar na Liga Escocesa de Futebol quando foi formado em 1890 .
O último primeiro jogo da equipe jogado no Hibernian Park foi uma derrota contra Dumbarton na Taça da Escócia em 27 de setembro de 1890. O Hibs não conseguiu garantir o aluguel do terreno e as obras de construção já haviam começado, o que restringiu o atendimento que o terreno poderia realizar.  Mais tarde naquela temporada, as obras cobriram o resto do parque. Isso ocorreu durante um período de intensas obras de construção na área. Depois que o clube não pagou a taxa da Scottish Football Association em 1891, o Hibs foi excluído da lista de membros. Philip Farmer, ancestral do atual proprietário do Hibs, Sir Tom Farmer, desempenhou um papel importante na ressurreição do clube e na segurança do local que agora é conhecido como Easter Road.